# Munsifa Ghafforowa
Munsifa Ghafforowa (tadschikisch Мунзифа Ғаффорова; russisch Мунзифа Кахаровна Гафарова Munsifa Kacharowna Gafarowa; * 4. Oktober 1924 in Chodschent, Autonome SSR Turkestan, Sowjetunion; † 28. Juni 2013 in Duschanbe) war eine sowjetisch-tadschikische Philosophin und Hochschullehrerin.

## Leben
Ghafforowas Eltern gehörten zu den ersten Lehrern in Chodschent. Die Zwölfjährige begann nach dem Schulabschluss die Ausbildung an der Pädagogik-RabFak des nach Sergei Mironowitsch Kirow benannten Pädagogik-Instituts Leninabad, an dem sie 1940 das Studium in der Fakultät für Chemie und Biologie begann. Nach dem 18. Geburtstag arbeitete sie neben dem Studium als Biologie-Lehrerin am Leninabader Landwirtschaftstechnikum. 1943 wurde sie Funktionärin des Komsomol-Zentralkomitees am Pädagogik-Institut. Nach dem Studium wurde sie Sekretärin des Oblast-Komitees Leninabad des Komsomol für Propaganda und Agitation.
1947 wurde Ghafforowa in Stalinabad Leiterin der Abteilung für Arbeit unter den Frauen der Kommunistischen Partei Tadschikistans. 1948 heiratete sie den Ersten Sekretär des Komsomol-Zentralkomitees der Tadschikischen Sozialistischen Sowjetrepublik (SSR) Solidschon Radschabow.
1952 wurde Ghafforowa Aspirantin an der Akademie der Wissenschaften der Tadschikischen SSR in der Philosophie-Abteilung. Nach dem Abschluss der Aspirantur 1955 verteidigte Gaforowa mit Erfolg ihre Dissertation über die führende Rolle der KPdSU bei der Emanzipation und Realisierung der Gleichstellung der Frauen im sowjetischen Osten für die Promotion zur Kandidatin der philosophischen Wissenschaften. Darauf arbeitete und lehrte sie am Pädagogik-Institut Duschanbe am Lehrstuhl für Philosophie. 1968 wurde sie nach Verteidigung ihrer Doktor-Dissertation über die Charakteristika der Ausbildung des geistigen Frauenbildes im sowjetischen Osten während des Aufbaus des Sozialismus und des Übergangs zum Kommunismus 1967 an der Lomonossow-Universität Moskau als erste Frau in Zentralasien zur Doktorin der philosophischen Wissenschaften promoviert. 1970 folgte die Ernennung zur Professorin.
1977 wurde Ghafforowa Rektorin des Tadschikischen Staatlichen Tursonsoda-Kunstinstituts in Duschanbe (bis 1979) und 1979 Rektorin des Pädagogik-Instituts Duschanbe (bis 1988), das 1988 die Tadschikische Staatliche Ainij-Pädagogik-Universität wurde und an der sie bis zu ihrem Tode lehrte. Sie war Mitglied des Präsidiums des Obersten Sowjets der Tadschikischen SSR, Vizevorsitzende des Republikenkomitees für Solidarität der Länder Asiens und Afrikas und Mitglied der Geschäftsführung der Philosophischen Gesellschaft der UdSSR, der Allrussischen Gesellschaft Wissen und des Komitees der sowjetischen Frauen.
Ghafforowas Namen trägt eine Schule in Chudschand.

## Ehrungen, Preise
- Medaille „Für heldenmütige Arbeit im Großen Vaterländischen Krieg 1941–1945“ (1945)
- Orden des Roten Banners der Arbeit (1948, 1949)[3]
- Beste der Volksbildung der Tadschikischen SSR (1971)
- Verdiente Wissenschaftlerin der Tadschikischen SSR (1974)[2]
- Beste der Aufklärung der UdSSR (1982)
- Orden der Völkerfreundschaft (1984)
- Ehrenurkunde des Präsidiums des Obersten Sowjets der Tadschikischen SSR
- Beste der Kultur der Republik Tadschikistan[3]
- Orden der Freundschaft der Republik Tadschikistan (1999)[3]